# Aristidis Moraitinis

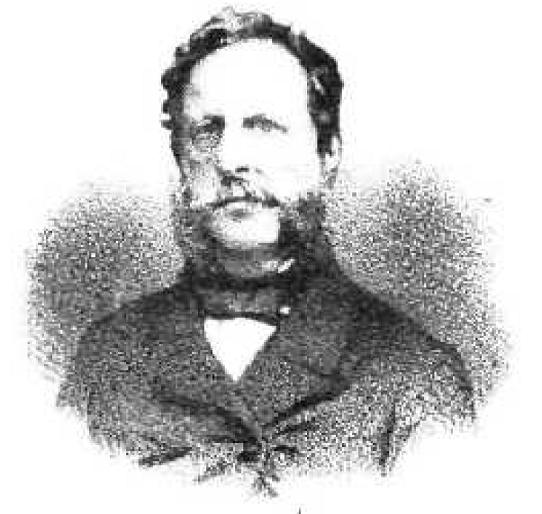
Aristidis Moraitinis

Aristidis Moraitinis (griechisch Αριστειδης Μοραῖτινης, * 1806 in Smyrna; † 1875) war ein griechischer Politiker und Ministerpräsident.

## Leben
Moraitinis absolvierte seine Schulausbildung in Frankreich. Während der Herrschaft von König Otto I. trat er der so genannten Russischen Partei Griechenlands bei.
Vom 21. bis 24. Februar 1863 war er Ministerpräsident einer Übergangsregierung, die nach dem Staatsstreich gegen König Otto I. die Ankunft und die Thronbesteigung von König Georg I. vorbereiten sollte. Vom 1. Januar bis zum 6. Februar 1868 war er erneut Ministerpräsident eines Übergangskabinetts.